# Paul Double
Paul Double (né le 25 juin 1996) est un coureur cycliste britannique.

## Biographie
Paul Double commence le sport par le football, puis décrouvre le cyclisme sur les conseils de son père. Après une bonne performance sur un contre-la-montre au pays de Galles, il fait la rencontre de Flavio Zappi, un ancien professionnel italien des années 1980, qui lui conseille de partir courir en Italie pour développer son potentiel. 
En 2017, Paul Double fait donc le choix de courir en Italie avec des équipes italiennes. En 2018, il se classe notamment dixième du Trophée de la ville de San Vendemiano. L'année suivante, il rejoint l'équipe continentale Équipe cycliste Colpack, considérée comme la meilleure équipe italienne pour les jeunes coureurs. Néanmoins, il n'obtient aucun résultat notable durant cette saison. En 2020, il se classe quatrième du  Tour de Bulgarie avec le club britannique Holdsworth-Zappi.
Il rejoint l'équipe continentale italienne Équipe cycliste MG.K Vis VPM en 2021. Il obtient plusieurs tops 10, dont la septième place du général de la Semaine cycliste italienne. En début d'année 2022, il est heurté par une voiture à l'entrainement, ce qui retarde son début de saison. À son retour à la compétition, il se montre en forme et réalise sa meilleure saison. Grâce à ses qualités de grimpeur, il remporte une étape du Tour de Bulgarie, se classe cinquième du Giro del Medio Brenta, sixième du Tour des Apennins et du Tour de Grèce. Il se montre également sur le Tour de Slovénie, où il termine septième du général. En août, il est stagiaire au sein de l'équipe Human Powered Health. En fin de saison, il prend la huitième place du Tour de Toscane.
En 2023, il rejoint officiellement l'UCI ProTeam Human Powered Health. Son meilleur résultat pour l'équipe est une sixième place au classement général du Tour de Langkawi. Après la dissolution de son équipe, il rejoint l'équipe Polti Kometa en 2024, où il devient rapidement un leader. En avril, il se classe notamment troisième au classement général du Tour de Turquie et septième du Tour des Abruzzes. Lors du Tour de Slovénie, il prend la deuxième place lors de l'étape reine derrière Pello Bilbao et termine sixième du classement général.
Après seulement un an avec Polti Kometa, il rejoint le World Tour en 2025, au sein de l'équipe Jayco AlUla. Avec sa nouvelle équipe, il remporte dès sa première année une étape de la Semaine internationale Coppi et Bartali lors d'une arrivée en côte.

## Palmarès sur route
- 2018
  - 2e du Mémorial Daniele Tortoli
- 2021
  - 2e du Grand Prix San Giuseppe
  - 3e de la Coppa Bologna
- 2022
  - 2e étape du Tour de Bulgarie
- 2024
  - 3e du Tour de Turquie
- 2025
  - 2e étape de la Semaine internationale Coppi et Bartali

## Résultats sur les grands tours

### Tour d'Italie
1 participation
- 2025 : 98e

## Classements mondiaux
| Année                                 | 2018  | 2019 | 2020  | 2021 | 2022 | 2023 | 2024 |
| ------------------------------------- | ----- | ---- | ----- | ---- | ---- | ---- | ---- |
| Classement mondial                    | 3125e | nc   | 1127e | 974e | 311e | 621e | 247e |
| UCI Europe Tour                       | 2066e | nc   | 874e  | 730e | 250e | nc   | nc   |
|                                       |       |      |       |      |      |      |      |
| Légende : nc = non classéSource : UCI |       |      |       |      |      |      |      |